# Zalaszentgyörgy, Zala
Zalaszentgyörgy  este un sat în districtul Zalaegerszeg, județul Zala, Ungaria, având o populație de 400 de locuitori (2011). 

## Demografie
Componența etnică a satului Zalaszentgyörgy
     Maghiari (95,1%)
     Germani (2,7%)
     Romi (1,23%)
     Necunoscut (0,98%)
     Alții (0,98%)
Componența confesională a satului Zalaszentgyörgy
     Romano-catolici (78,75%)
     Fără religie (5,25%)
     Reformați (3%)
     Luterani (1,25%)
     Necunoscută (11,75%)
Conform recensământului din 2011, satul Zalaszentgyörgy avea 400 de locuitori. Din punct de vedere etnic, majoritatea locuitorilor (95,1%) erau maghiari, existând și minorități de germani (2,7%) și romi (1,23%). Apartenența etnică nu este cunoscută în cazul a 0,98% din locuitori.  Din punct de vedere confesional, majoritatea locuitorilor (78,75%) erau romano-catolici, existând și minorități de persoane fără religie (5,25%), reformați (3,0%) și luterani (1,25%). Pentru 11,75% din locuitori nu este cunoscută apartenența confesională.